# Comuna Kirova, Vilneansk
Kirova (în ucraineană Кірова) este o comună în raionul Vilneansk, regiunea Zaporijjea, Ucraina, formată din satele Berestove, Kirova (reședința), Liubomîrivka, Novoukraiinka, Perșozvanivka, Șevcenkove, Vasîlivka și Vivcearne.

## Demografie
Componența lingvistică a comunei Kirova
     Ucraineană (88,4%)
     Rusă (10,35%)
     Alte limbi (0,93%)
Conform recensământului din 2001, majoritatea populației comunei Kirova era vorbitoare de ucraineană (88,4%), existând în minoritate și vorbitori de rusă (10,35%).